# Зеленянка (Тульчинський район)
Зеленя́нка — село в Україні, у Крижопільській селищній громаді Тульчинського району Вінницької області. У межах селищної громади належить до Красносільського старостинського округу. До 2020 року входило до складу Крижопільського району Вінницької області та підпорядковувалося Красносільській сільській раді. За даними на 2024 рік, населення села становило 403 жителі. Відомості про існування Зеленянки існують з XVII століття.
За часів Гетьманщини Зеленянка входила до складу Брацлавського полку. У період входження до складу Речі Посполитої село було частиною Брацлавського воєводства. Після другого поділу Речі Посполитої Зеленянка впродовж XIX століття входила до складу Ольгопільського повіту Подільської губернії. В Українській РСР село належало до Крижопільського району, що перебував у складі спочатку Тульчинської округи та згодом Вінницької області. Під час Другої світової війни Зеленянка була включена до румунської зони окупації з тимчасовою румунською цивільною управою — губернаторства Трансністрія.

## Географія
Станом на 2024 рік село займало площу 1,729 км² (172,9 га). Зеленянка знаходиться біля самого хребта Подільської височини, який є вододілом басейну річок Дністра та Південного Бугу, з Дністровського боку, у глибокій долині, що тягнеться з-під селища Крижопіль паралельно хребту. У селі бере початок однойменна річка Зеленянка, що тече переважно на південний схід і на південно-східній стороні від селища Вигода впадає в річку Кам'янку, ліву притоку Дністра. За описом, поданим у виданні «Парафії та церкви Подільської єпархії» (1901), село Зеленянка розташоване в долині невеликої річки, що впадає в Дністер; ґрунт на території села частково чорноземний, частково глинистий.

## Адміністративна належність
З 2020 року Зеленянка входить до Тульчинського району Вінницької області та належить до Крижопільської селищної громади, у межах якої відноситься до Красносільського старостинського округу.
Історичні адміністративно-територіальні одиниці, до яких належала Зеленянка в минулому, включають:
- Брацлавське воєводство в складі Польського королівства[7];
- Брацлавський полк у складі української держави (з 1648 року), зокрема Горячківська сотня (1648—1651), Містківська (М'ястківська) сотня (з 1652 року) та Вільшанська сотня (після 1654—1655 років)[7];
- Ольгопільський повіт Подільської губернії в складі Російської імперії, УНР та УСРР (до 1923 року), зокрема Тернавська волость[8] (до кінця XIX століття) та Чоботарська волость[9][10] (з кінця XIX століття).
- 7 (20) листопада 1917 року, відповідно до Третього Універсалу Української Центральної Ради, увійшло до складу Української Народної Республіки[11].
- Крижопільський район у складі УСРР/УРСР (1923—1991), румунського губернаторства Трансністрія (1941—1944) та України (до 2020 року). Крижопільський район входив до Тульчинської округи[12][13][14] (1923—1930), Вінницької округи[15][16] (1930), Вінницької області[17] (1932—1941; 1944—2020) та Жугастрівського повіту[18][19] (1941—1944). Зеленянка підпорядковувалася Красносільській сільській раді[20].

## Історія

### Заснування та назва
Час заснування Зеленянки невідомий. За переказами старожилів, наведеними в Юхима Сіцінського, село було засноване в лісі, а перший поселенець, який мав хутір і пасіку, називався Іван Зеленецький, від прізвища якого пішла назва села. В'ячеслав Липинський вважав Зеленянку родовим гніздом українського шляхетського роду Зеленських і місцем народження брацлавського полковника Михайла Зеленського (водночас Юрій Мицик вважає, що Михайло Зеленський був родом із Клебані). Микола Крикун пов'язував Зеленянку з поселенням Зелене (Zielone), зафіксованим у списку маєтків Станіслава Конецпольського, складеному у 1676—1679 роках.
Поруч із селом проходив Кучманський шлях, один із так званих татарських (торгово-воєнних) шляхів, що поєднували Дике Поле з лісостеповою частиною України. Згідно з переказами, під час нападів татар жителі ховались у долині, порослій лісом, яка знаходилася за 2 версти на південний схід від села і звалася Козарин Лісок. За свідченням Сіцінського, на цьому місці селяни часто знаходили різноманітні старовинні монети, а в оселі селянина Кушніра в 1843 році під час перебудови будинку було знайдено багато старовинних срібних монет, дві великі срібні ложки та срібний пояс.

### XVII століття
До 1648 року Зеленянка була в складі Брацлавського воєводства Польського королівства. У ході Великого повстання 1648 року Зеленянка увійшла до української держави в складі Горячківської сотні Брацлавського полку. Унаслідок Білоцерківської україно-польської угоди 1651 року Зеленянка разом з усім Брацлавським полком відійшла до Польського королівства, але 1652 року всі ці землі були знову повернені до складу української держави. Проте Горячківську сотню не було відновлено й Зеленянка увійшла до складу Містківської сотні. Після скасування Містківської сотні внаслідок руйнувань, яких вона зазнала під час походу 1654—1655 років Станіслава Потоцького на Умань, Зеленянка увійшла до складу Вільшанської сотні. Після припинення існування української держави Зеленянка разом з іншими поселеннями колишнього Брацлавського полку на підставі Журавненської польсько-турецької угоди 1676 року увійшла до складу Турецького цісарства.

### У складі Речі Посполитої
В 1744 році в Зеленянці за кошти парафіян було збудовано церкву, що була освячена в ім'я святого апостола Іоана Богослова. Ця церква проіснувала до 1980-х років. У 1770 році граф Петро Рум'янцев-Задунайський у реляції до імператриці Катерини II повідомляв про напад татар 27 квітня (8 травня за новим стилем) на польські селища, серед яких згадував Зеленянку. Згідно з реляцією, татари взяли місцевих жителів у полон, чому не змогла перешкодити мала команда малоросійських козаків, розташована в Жабокричках: полонивши одного татарина, але втративши двох козаків, вона не в змозі була переслідувати ворога в переважаючих перед собою силах.
Протягом певного часу у XVIII столітті Зеленянка належала родині Пулаських (Пулавських), активних учасників Барської конфедерації, зокрема Юзефу Пулаському, якому належав Голубецький ключ із селами Голубече, Зеленянка, Новосілка й Тернівка. Через великі борги майно Пулаських, зокрема й Зеленянка, почало поступово переходити в розпорядження орендних власників.

### У складі Російської імперії
У журналі міністерства внутрішніх справ за 1846 рік зафіксовано, що 30 червня (12 липня за новим стилем) 1846 року на полях Зеленянки за сильної бурі випав «незвичайної величини» град, який вибив поміщицькі та селянські хлібні посіви; крім того, винищив значну кількість лісових та фруктових дерев, від чого власники та селяни Зеленянки зазнали збитків на 900 срібних рублів.
У квітні 1861 року селяни Зеленянки доєдналися до виступу селян містечка Жабокрич, які відмовилися від виконання повинностей на користь поміщиків унаслідок незадоволення умовами селянської реформи 1861 року. Виступ розповсюдився на сусідні села, такі як Попелюхи, Тернівка, Соколівка, Торканівка, Китайгород, Павлівка, а згодом і на інші населені пункти Ольгопольського, Брацлавського та Гайсинського повітів, із сукупним населенням до 40 тисяч повсталих селян. Виступ був придушений введеними місцевою владою військами.
Власником Зеленянки на 1861 рік значився Рубчинський. У 1864 році у селі було відкрито церковнопарафіяльну школу; в 1888 році для неї було виділено нову будівлю. У 1870 році крізь околиці Зеленянки було прокладено дільницю Києво-Балтської залізниці (Жмеринка — Бірзула), під яку місцевий поміщик Дземишкевський продав ділянку землі; найближчу станцію було відкрито в селищі Крижопіль у 4 верстах від Зеленянки.
Наприкінці XIX — початку XX століття структура власників Зеленянки змінювалася таким чином:
- За даними на 1895 рік, серед власників села були Вейдліх (250 десятин), Рубчинські (239 десятин), Демешкевич (260 десятин), також Волк-Ланевські, Кнотте та ін.[31];
- За даними на 1898 рік, серед власників села були дворянин Василій Дзелишкевич (282 десятини), дворянин Волинської губернії Леонід Кнотте (115 десятин) і дворянка Подільської губернії Марія Волк-Ланевська (63 десятини); усі три маєтки знаходились в оренді[32];
- За даними на 1905 рік, серед власників села були С. В. Дземишкевич, М. В. Волк-Ланевська, нащад. Чайковського, Доремидонт Яновський та товариство селян[10].

При селі Зеленянка також знаходився маєток Віктора Турковського на 15 десятин землі, уся площа якого була зайнята розплідниками плодових дерев та деревних порід.
Станом на 1901 рік, тут розводилося понад 200 сортів яблунь, понад 100 сортів груш, 50 сортів слив, 25 сортів вишні та черешні та інші.
За переписом 1897 року в Зеленянці проживало 1091 жителів (526 чоловіків та 565 жінок), з яких 1066 православних. На початок XX століття в Зеленянці було 1172 жителів обох статей; усі вони були українцями (записаними як малороси), за станом поділялися на військових, міщан та селян. Головним заняттям місцевих жителів було землеробство; було також кілька ремісників. Населення було переважно православного віросповідання; також налічувалося 15 католиків.

### Визвольні змагання

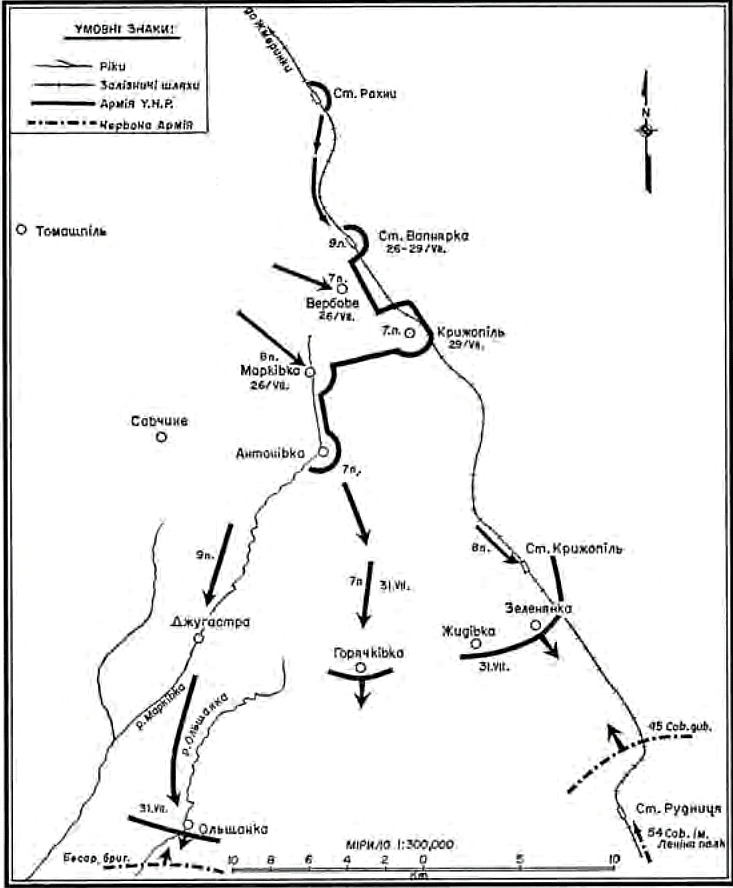
Ситуація на фронті 3-ї Залізної дивізії від 28 липня і до вечора 31 липня 1919 р.

Див. також: Крижопіль § Визвольні змагання та Бої за станцію Крижопіль (1920)
У 1919—1920 роках на території залізничної станції Крижопіль (за 4 версти від Зеленянки) та на навколишніх землях відбувалися бойові дії між союзницькими військами УНР і Галицької армії та військами РСЧА і ЗСПР.
Зокрема, наприкінці липня 1919 року тривали бої між 3-ю дивізією Армії УНР та 45-ю стрілецькою дивізією РСЧА за здобуття та утримання станції Вапнярка й її найближчих околиць, також відомі як бої за Вапнярку, що закінчилися перемогою 3-ї дивізії армії УНР та за результатом яких дивізію офіційно було названо «Залізною». У жовтні 1919 року по лінії сіл Жидівка (нині Красносілка) — Зеленянка — Жабокрич стояли Богунівський і Сагайдачний полки від Запорізької групи армії УНР.

### У складі СРСР

#### Перший радянський період
Під час організованого радянською владою Голодомору 1932—1933 років померло щонайменше 44 жителі села.

#### Друга світова війна
Під час Другої світової війни, з 23 липня 1941 року, Зеленянка була окупована гірським корпусом 3-ї румунської армії та згодом включена в губернаторство Трансністрія, що знаходилося під тимчасовою румунською цивільною управою. Під час окупації було вбито 2 жителів села. 16 березня 1944 року Зеленянка була повернена радянськими військами (303-ю стрілецькою дивізією 73-го стрілецького корпусу 52-ї армії 2-го Українського фронту).

#### Другий радянський період
В 1964 році в Зеленянці було побудовано будинок культури на 350 місць. У 1981 році в Зеленянці було відкрито пам'ятку «Пам'ятник 99 воїнам — односельчанам, загиблим на фронтах Великої Вітчизняної війни». У 1980-х роках була зруйнована дерев'яна церква XVIII століття. До відкриття нової церкви мешканці Зеленянки протягом кількох десятиліть ходили в церкву в сусіднє село Голубече або в Крижопіль.

### У складі незалежної України
У 2007 році в Зеленянці почали будувати та в жовтні 2009 року освятили зведену на честь Іоана Богослова церкву. Храм освятив патріарх Філарет.

## Церква

### Храм
Перша відома церква в Зеленянці була збудована в 1744 році за кошти парафіян. Освячена в ім'я святого апостола Іоана Богослова, вона була трибанною, складеною з квадратних дубових брусів, обшальованою та обведеною навколо навісом. У 1850 році були зняті два крайні куполи над вівтарем і притвором, залишався лише один середній купол. В 1871 році була побудована нова дзвіниця замість попередньої, яка стояла на чотирьох стовпах. У 1876 році було встановлено новий двоярусний іконостас. У церкві зберігався список з Іверської ікони Божої Матері, привезений для церкви місцевою селянкою Качучкою з прощі на Афон. У «Географічному словнику Королівства Польського» (1895), мабуть помилково, зазначалось існування в Зеленянці церкви святої Трійці 1749 року побудови.
У 1980-х роках дерев'яна церква XVIII століття була зруйнована. У 2007 році в Зеленянці почали будувати та в жовтні 2009 року освятили зведену на честь Іоана Богослова церкву. Храм освятив патріарх Філарет.

### Парафія
У 1864 році було відкрито церковнопарафіяльну школу; в 1888 році для неї було виділено нову будівлю. З настоятелів парафії Зеленянки у XIX столітті відомий Василій Чайковський, при якому було проведено капітальний ремонт церкви, встановлено новий іконостас та побудовано нову дзвіницю. За даними на 1901 рік, церковної землі було 43 десятини 720 сажнів, у тому числі садибної 3 десятини та сіножаті з лісом 10 десятин 720 сажнів.
Після закриття старої церкви у 1980-х роках та до відкриття нової у 2009 році мешканці Зеленянки протягом кількох десятиліть ходили в церкву в сусіднє село Голубече або в Крижопіль.

## Традиційний одяг

### Сорочка
Наприкінці ХІХ — початку XX століття жителі Зеленянки, чоловіки та жінки, носили гребінні сорочки з конопляного полотна. Сорочки були «святешні» (з довгими рукавами) і буденні (з короткими). Сорочки оздоблювали вишивкою, виконаною техніками мережка, хрестик і гладь. Серед кольорів вишивок були чорний, червоний, зелений, синій, фіолетовий, голубий, рожевий, жовтий, сивий. У давніх сорочках використовувався, зокрема, геометричний орнамент із «вужів». У другій половині XX століття орнаменти вишивалися нитками муліне; переважали в основному рослинні мотиви: польові квіти, троянди й рожі та колоски.

### Жіноче вбрання
В 1920—1930 роках жінки носили сорочки, вовняні спідниці зі зборками, «польки» (верхній одяг), хустини. Поверх сорочки на плечах носили кофту з довгими рукавами. Спідниці були чорного, зеленого, вишневого, коричневого кольору. Святкове вбрання відрізнялося від буденного багато вишитими рукавами сорочки та «святешною» (святковою) спідницею. Також носили святкові фартухи із білого ситцю, з вибитим або вишитим орнаментом. У жінок були вовняні зелені та червоні пояси, по два метри, які носилися також і поверх верхнього одягу (кожуха, манти, польки). Дівчатка із 4 до 13 років носили «ротію» (сарафан із чорного сатину). Дівчата на голову одягали стрічку, хустку, «коду» (вінок, вишитий із дрантя і обшитий пацьорками, та квіточки волошок) і вінок.

### Чоловіче вбрання
Чоловіки носили недовгі сорочки, штани широкого крою — вовняні взимку або полотняні влітку, а також пояс — шкіряний, плетений чи тканий, до двох метрів довжини. Чоловічі пояси були червоного, синього, зеленого, рябого (білого із синім) кольорів. Тонкий пояс одягали поверх сорочки, грубий — по манті, чугаєві, кожусі. У дорослих чоловіків були чорні шапки, які носили прямо, тоді як у хлопців були сірі смушеві шапки, які носили набік. У 1940-ті—1950-ті роки чоловіки вже не ходили в полотняних штанах.

### Верхній одяг
Чоловіки, як правило, носили польки чорного кольору, жінки — рудого. Чоловіки й жінки також носили такий верхній одяг як свити, манти, чугаїни, кожухи зі збирками, тулупи та фуфайки. Манту й чугай виготовляли із сукна, а кожухи шили із виправлених шкір овець. Верхній одяг був довжиною нижче колін, двобортний. У 1940-ті—1950-ті роки чоловіки та жінки ходили у фуфайках, піджаках, шинелях.

### Взуття
Жінки носили чоботи, черевики на високих корках із довгими халявами та із «застьожками», які засилялися шнурками; взували постоли, личаки й солом'яники. Чоловіки носили чоботи, постоли, личаки, солом'яники, туфлі, черевики. Чоботи, туфлі та черевики виготовлялися зі шкіри, личаки — з лика, солом'яники плелися із соломи, а постоли зі шматка шкіри та ремінців. Висота халявок жіночих чобіт була в пів литки, постоли були гостроносі; чоловічі чоботи були до коліна та тупоносі. Взуття в багатших жінок було червоного, чорного та жовтого, у бідніших — лише чорного кольору; чоловічі чоботи були чорні та коричневі. Щоб взути чоботи, постоли, личаки або солом'яники, ноги обмотували онучами, які робили зі старого дрантя (ганчірок). Постоли та личаки закріплювалися на «ушкурнятах» (ремінцях). У 1940-ті—1950-ті роки чоловіки та жінки взували валянки, калоші, чоботи, черевики.

### Зачіски та вбрання для голови
Зачіска жінок складалася із заплетеного у дві коси волосся, яке закладали на голову вчетверо, з проділом посередині. Дівчата носили на голові дві коси заплетеного волосся, складеного віночком, або волосся, заплетене в одну косу. Весільним головним убором молодої був вінок, який виготовлявся із воску й сухих квітів, барвінку, часнику, з різнокольоровими «биндами» (стрічками). У дівчат волосся могло виглядати з-під хустки, у жінок — було сховане під хустку та «каптур» (чепець). Жінки носили вовняні хустки взимку й полотняні — влітку, білого, червоного, зеленого, жовтого й чорного кольорів. Також носили суконні та пухові хустки. Чоловіки стригли волосся під польку. Взимку на голові носили шапки, а влітку одягали бриль, виплетений із соломи власноруч. У 1950-х роках почали носити картузи, пізніше капелюхи.

### Прикраси
У минулому жінки й дівчата носили такі прикраси як коралі, баламути, дукачі та пацьорки. У вухах жінки носили сережки, на руках — персні або браслети.

## Населення

### Чисельність
- За даними на 1861 рік, у Зеленянці було 305 душ (чоловіків)[28].
- За даними на 1885 рік, у Зеленянці було 98 дворів та 841 житель[8].
- За даними на 1893 рік, у Зеленянці було 189 дворів та 918 жителів[9].
- За переписом 1897 року в Зеленянці було 1091 жителів[34].
- За даними на 1901 рік, у Зеленянці було 1172 жителів[4].
- За даними на 1905 рік, у Зеленянці було 238 дворів та 1160 жителів[10].
- За даними на 1925 рік, у Зеленянці було 383 господарства та 1378 жителів[42].
- За переписом 1989 року постійне населення Зеленянки становило 751 житель. Наявне населення становило 738 жителів[43].
- За переписом 2001 року постійне населення Зеленянки становило 664 жителі. Наявне населення також становило 664 жителі[44][45].
- За даними на 1 січня 2024 року, населення Зеленянки становило 403 жителі[1].

|         | 1885 рік | 1893 рік | 1897 рік | 1901 рік | 1905 рік | 1925 рік | 1989 рік | 2001 рік | 2024 рік |
| ------- | -------- | -------- | -------- | -------- | -------- | -------- | -------- | -------- | -------- |
| Жителів | 841      | 918      | 1091     | 1172     | 1160     | 1378     | 751      | 664      | 403      |
| Дворів  | 98       | 189      | —        | —        | 238      | 383      | —        | —        | —        |

### За статтю та віком
- За переписом 1897 року в Зеленянці серед 1091 жителів було 526 чоловіків (48,21 %) та 565 жінок (51,79 %)[34].
- За переписом 1989 року в Зеленянці серед 751 жителя постійного населення було 312 чоловіків (41,54 %) та 439 жінок (58,46 %). Серед 738 жителів наявного населення було 309 чоловіків (41,87 %) та 429 жінок (58,13 %)[43].
- За даними на 2024 рік, у Зеленянці серед 403 жителів було зареєстровано 158 чоловіків (39,21 %; з них 18 чоловіків 18—26 років та 106 чоловіків 27—59 років), 199 жінок (49,38 %), 27 дітей до 14 років (6,7 %) й 18 дітей 14—17 років (4,47 %)[1].

| Зареєстровано всього | Чоловіків | Чоловіків | Чоловіків | Чоловіків | Жінок | Жінок | Дітей до 14 років | Дітей до 14 років | Дітей 14—17 років | Дітей 14—17 років |
| Зареєстровано всього | Всього    | %         | 18—26     | 27—59     | осіб  | %     | осіб              | %                 | осіб              | %                 |
| -------------------- | --------- | --------- | --------- | --------- | ----- | ----- | ----------------- | ----------------- | ----------------- | ----------------- |
| 403                  | 158       | 39        | 18        | 106       | 199   | 49    | 27                | 7                 | 18                | 4                 |

### За мовою
- За переписом 2001 року в Зеленянці серед 664 жителів постійного населення 661 людина (99,55 %) вказала рідною мовою українську, 3 людини (0,45 %) — російську[44][46].

| Мова       | Кількість | Відсоток |
| ---------- | --------- | -------- |
| українська | 661       | 99,55 %  |
| російська  | 3         | 0,45 %   |
| Усього     | 664       | 100 %    |

### За релігією
- За переписом 1897 року в Зеленянці серед 1091 жителів було 1066 православних (97,71 %)[34].
- За даними на 1901 рік, у Зеленянці серед 1172 жителів населення було переважно православного віросповідання; також налічувалося 15 католиків[4].

## Економіка
Станом на 2024 рік у Зеленянці було зареєстровано 3 фермерських господарства і 1 торговельний магазин.

## Соціальна сфера

### Освіта
Станом на 2020 рік у Зеленянці діяв навчально-виховний комплекс «Загальноосвітній навчальний заклад І ступеня — дошкільний навчальний заклад», який станом на 2021 рік уже не працював.

### Медицина
Станом на 2021 рік у Зеленянці діяв фельдшерсько-акушерський пункт, що входив до структури Крижопільської амбулаторії загальної практики—сімейної медицини в складі Крижопільського центру первинної медико-санітарної допомоги.

## Пам'ятки

### Пам'ятки археології
- Поселення трипільської культури (IV—III тис. до н. е.) — виявлене у 2003 році М. В. Потупчиком, пам'ятка археології місцевого значення Вінницької області[50].

### Пам'ятки історії
- Пам'ятка «Пам'ятник 99 воїнам — односельчанам, загиблим на фронтах Великої Вітчизняної війни» — відкрито в 1981 році, пам'ятка історії місцевого значення[41].

## Відомі люди
- Годований Євген Федорович (нар. 1949) — педагог, кандидат історичних наук (2007), перекладач, поет і краєзнавець. Народився в Зеленянці.
- Телелим Василь Максимович (нар. 1950) — генерал-лейтенант, начальник Національний університет оборони України імені Івана Черняховського (2010—2016). Народився в Зеленянці.
- Хімей Володимир Васильович (нар. 1957) — генерал-лейтенант, перший заступник голови Служби безпеки України (2010—2012)[51]; кандидат історичних наук, автор книг: повісті в новелах «Вікнами на полудень», науково-популярного видання «Зеленянка. Село на Кучманському шляху історії» (у співавторстві з Євгеном Годованим), повісті «Вміння прощати». Народився в Зеленянці.

### Військовослужбовці, які загинули під час російсько-української війни
- Данилюк Михайло Михайлович (1976—2024) — механік-водій 93-ї окремої механізованої бригади. Народився в Зеленянці. Був поранений під час виконання бойового завдання. Помер 3 грудня 2024 року внаслідок онкологічного захворювання[52].
- Біланчук Віталій Юрійович (1986—2025) — старший матрос, оператор відділення розвідки та корегування взводу безпілотних авіаційних комплексів батальйону морської піхоти в/ч А4548. Житель Зеленянки. Загинув 22 лютого 2025 року під час виконання бойового завдання в районі населеного пункту Костянтинопіль Донецької області[53].